# Le Désert (film)
Le Désert (titre original : The Desert) est un film muet américain réalisé par Thomas H. Ince et sorti en 1912.

## Fiche technique
- Titre original : The Desert
- Réalisation : Thomas H. Ince
- Pays de production :  États-Unis
- Durée : 10 minutes
- Date de sortie : 
  - États-Unis : 30 juillet 1912

## Distribution
- Francis Ford
- Ethel Grandin
- Edgar Keller